# Glaréole grise
Glareola cinerea
Espèce
Statut de conservation UICN

 LC  : Préoccupation mineure
La Glaréole grise (Glareola cinerea) est une espèce de limicoles appartenant à la famille des Glareolidae.
Son aire s'étend du fleuve Niger au nord-ouest de l'Angola.